# Samband íslenskra samvinnufélaga
Samband íslenskra samvinnufélaga (Forbundet af islandske andelsforeninger) var en islandsk andelsvirksomhed, der opnåede en dominerende placering indenfor flere sektorer i landets erhvervsliv. Den kom i økonomiske problemer i 1980'erne og måtte lukke i 1992.
Samband íslenskra samvinnufélaga (SÍS) blev oprettet på et møde hos Sigurður Jónsson på dennes gård i Ysta-Felli i Þingeyjasýslu 20. februar 1902 af tre lokale andelsforeninger under navnet Sambandskaupfélag Þingeyinga, men blev omdøbt til SÍS i 1906, da andelsforeninger fra andre egne havde tilsluttet sig.
SÍS udviklede sig i de følgende år fra et koordinationsorgan for det landsdækkende samarbejde mellem andelsforeinger til en virksomhed, der stod for fælles eksport, import og forhandlinger af fordelagtige kontrakter i udlandet. Dette spillede en hovedrolle i at bryde den danske købmandsklasses kontrol med handelen i Island.
I 1917 flyttede virksomheden sit hovedkontor fra Akureyri til Reykjavík og udviklede sig efterhånden til "en af de største erhvervsvirksomheder i Island", der dominerede en lang række brancher. Forbundets søtransportafdeling blev grundlagt i 1946, og konkurrerede i mange år med Eimskip om positionen som Islands førende rederi indenfor godstransport. Da Islands tredjestørste rederi Hafskip kom i problemer i 1985, var det på tale, at SÍS købte det, men forslaget faldt med en stemme i bestyrelsen, og Hafskip måtte likvideres.
SÍS kom i økonomiske problemer i 1980'erne og måtte lukke i 1992 efter at være blevet begæret konkurs af sine kreditorer.

## Formænd for SÍS
| År      | Navn                   |
| ------- | ---------------------- |
| 1917-23 | Hallgrímur Kristinsson |
| 1923-46 | Sigurður Kristinsson   |
| 1946-55 | Vilhjálmur Þór         |
| 1955-86 | Erlendur Einarsson     |
| 1986-93 | Guðjón B. Ólafsson     |